# Descontaminação

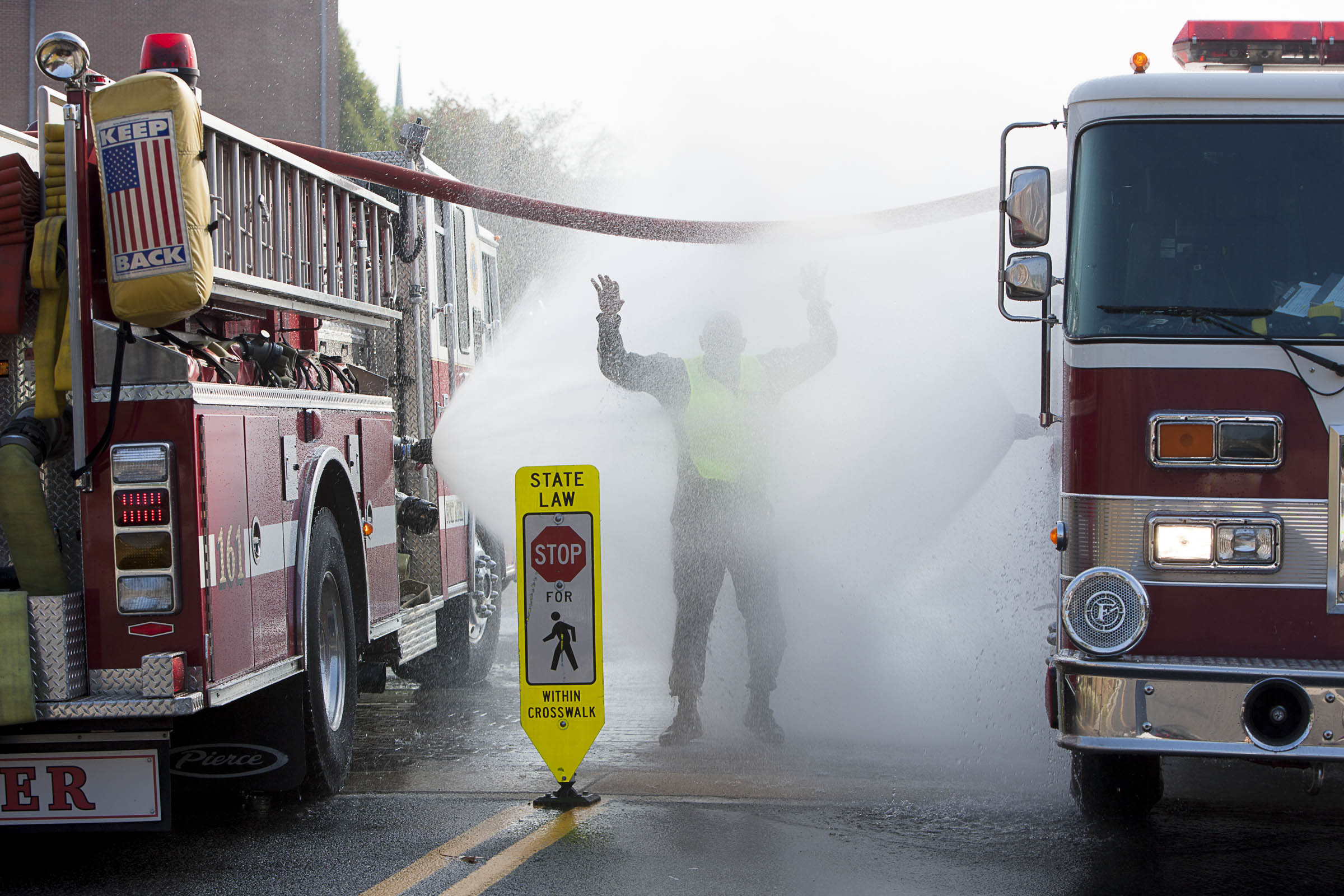
Treinamento de descontaminação nos Estados Unidos

Descontaminação é o processo que consiste  na remoção física de elementos contaminantes ou na alteração de sua
natureza química, através de métodos quimiomecânicos, transformando-os em substâncias inócuas e, assim, tornando-os mais seguros para serem manuseados ou tocados.
É o que se faz, por exemplo, ao lavar objetos com água, sabão e escova. Em aterros sanitários que fazem a descontaminação em embalagens, a lavagem do material pode ser realizada com vapor d'água antes de o material ser encaminhado ao processo de reciclagem.